# Acatalessia
L'acatalessia, dal greco antico akatalepsia (parola composta dall' α -, privativo, e καταλαμβάνειν, cogliere),  vuol dire "non comprensione" ed era la posizione teorica degli scettici che sostenevano l'impossibilità di conoscere la verità.
L'acatalessia veniva contrapposta alle teorie degli stoici che al contrario affermavano la possibilità della catalessi, dell'assenso, della comprensione. 
Tra queste due posizioni radicalmente opposte ne derivava come conseguenza finale, sostenuta dallo scetticismo, la sospensione del giudizio, (l'epoché) poiché non risultavano disponibili sufficienti elementi per formulare un qualsivoglia giudizio. Si giungeva allora all'atarassia, l'imperturbabilità.
L'imperturbabilità dello scettico non deriva dal raggiungimento di una retta conoscenza del reale, ma piuttosto dalla consapevolezza che nessuna retta conoscenza è possibile, che ogni presunta verità non è dimostrabile con assoluta certezza. Anche le cause delle nostre emozioni, ciò che ci rende felici o angosciati, rientrano, come tutto, in questa zona d'ombra che rende tutto trascurabile perché potenzialmente illusorio. L'invito dello scettico è di fare epoché, di rivalutare (e ridimensionare) ogni aspetto della vita in base alla riflessione sulla limitatezza della mente umana, e raggiungere così una condizione di felicità perché sottratta all'errore e all'incertezza che derivano dall'accettare acriticamente la realtà.
L'atarassia era sostenuta anche dagli stoici, come anche  dagli epicurei, ma per loro il mantenersi lontano dalle passioni e dai desideri smodati non conseguiva dalla convinzione di non poter attingere al vero, ma era invece la condizione primaria per una vita serena, per il conseguimento dell' eudemonia.